# Davallia napoensis
Davallia napoensis là một loài dương xỉ trong họ Davalliaceae. Loài này được F.G. Wang & F.W. Xing mô tả khoa học đầu tiên năm 2011.
Danh pháp khoa học của loài này chưa được làm sáng tỏ. 